# Zabiełłów
Zabiełłów – wieś w Polsce położona w województwie łódzkim, w powiecie bełchatowskim, w gminie Drużbice.
| SIMC    | Nazwa   | Rodzaj |
| ------- | ------- | ------ |
| 0538917 | Janówek | osada  |

W latach 1975–1998 miejscowość administracyjnie należała do województwa piotrkowskiego.
Przez miejscowość przebiega droga wojewódzka nr 473. Przepływa przez nią także struga Mała Widawka, dopływ Grabi.